# ستيفانو ليليبالي
ستيفانو ليليبالي (Stefano Lilipaly) (مواليد 10 يناير 1990) هو لاعب كرة قدم. يلعب مع منتخب إندونيسيا لكرة القدم.

## وصلات خارجية
- ستيفانو ليليبالي على موقع الاتحاد الأوربي (الإنجليزية)
- ستيفانو ليليبالي على موقع رابطة كرة القدم اليابانية للمحترفين (اليابانية)
- ستيفانو ليليبالي على موقع قاعدة بيانات كرة القدم.إي يو (الإنجليزية)
- ستيفانو ليليبالي على موقع ناشيونال فوتبول تيمز (الإنجليزية)
- ستيفانو ليليبالي على موقع Soccerway.com (الإنجليزية)
- ستيفانو ليليبالي على موقع عالم كرة القدم.نت (الإنجليزية)

- National Football Teams